# 非線性剪輯

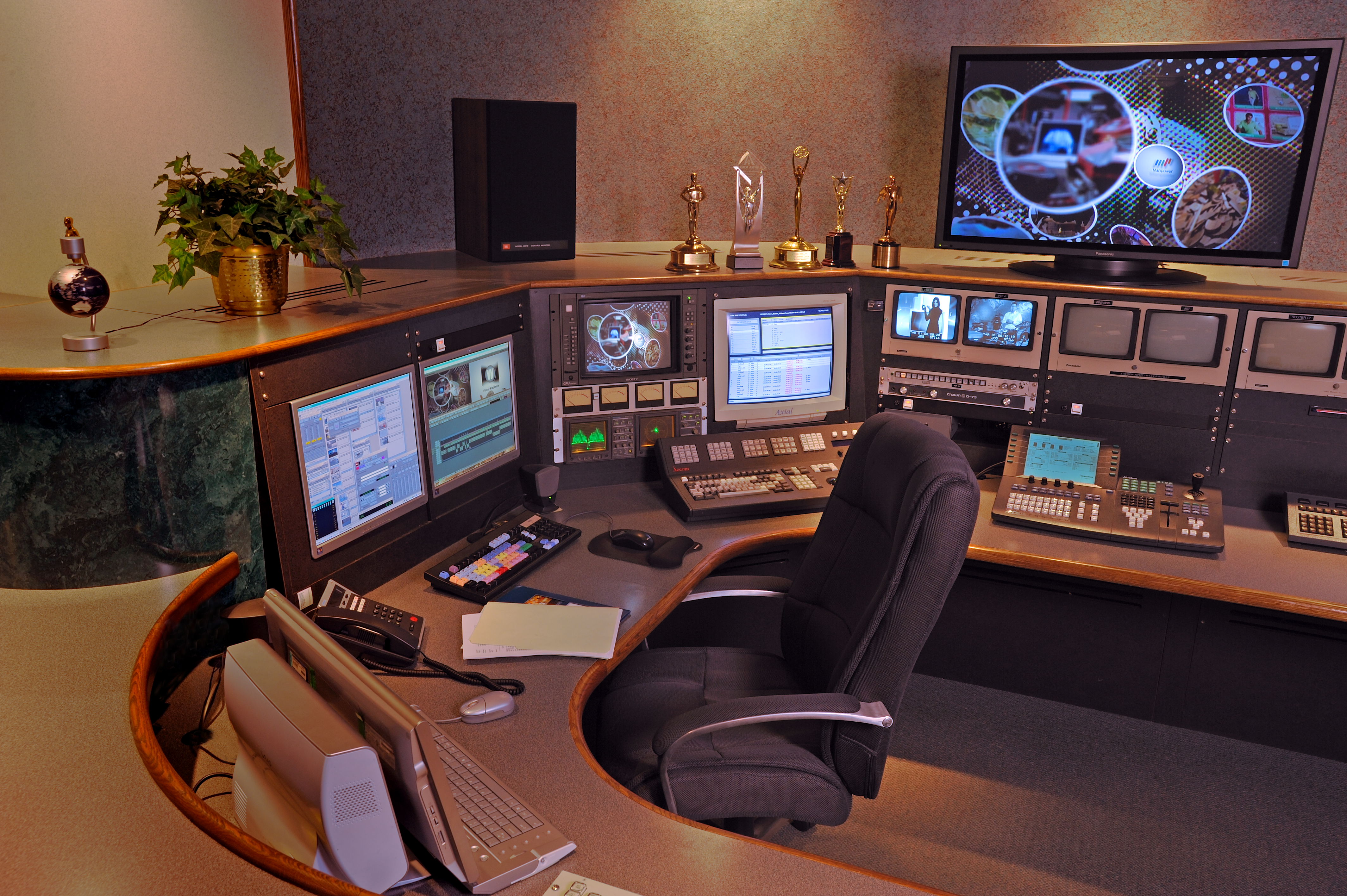
这是一个非线性剪辑工作者工作室的例子

非线性编辑（英語：Non-linear edit），简称NLE，是一种对视频（NLVE）或音频进行编辑（NLAE）的方法，这种对原始数据进行非破坏性编辑与二十世纪的线性剪辑是相对的。
非线性剪辑是电影和电视后期制作中的一种现代剪接方式，意味着能存取视频片段中的任意一格。它的概念类似于最初使用在电影剪接中“剪”和“接”的手段。但是，在电影剪接的过程中，它是一个破坏性的过程，电影底片必须被剪断。数字视频技术出现后，产生了非线性剪接手段。非线性编辑是对视频或音频的素材通过电脑设备或其他数字随机存取的方式剪辑。与过去需要两台以上的录像机，从不同的磁带合成到一盘磁带的线性编辑方式相比，能立即重新排列、替换、增加、删除、修改映像数据，以达到快速编辑的目标。
1990年代，随着个人电脑运算能力的提升和普及，非线性已經走入家庭或個人使用普遍应用。
常用的非线性剪辑的電腦软件有Adobe Premiere Pro、Corel VideoStudio、PowerDirector和Vegas Pro等。

## 非线性编辑的优势
非线性编辑是相对传统上以时间顺序进行线性编辑而言，非线性剪辑提供了更灵活的影片编辑方式和简单项目管理等诸多的优点，特别是理论上素材质量不会损失的优点受到欢迎。另外，非线性编辑借助计算机来进行数字化制作，几乎所有的工作都在计算机里完成，不再需要那么多的外部设备，对素材的调用也是瞬间实现，不用反反复复在磁带上寻找，突破单一的时间顺序编辑限制，可以按各种顺序排列，具有快捷简便、随机的特性。

### 编辑数据
视频和音频模拟数据首先需要经过转换，然后储存到硬盘或其它数字储存设备，当这些添加的视频或音频数据被导入到剪辑软件中，就能直接电脑中进行编辑。但如果是数字素材则不需要转换这个步骤。

### 直接访问
非线性编辑可直接访问的数字视频剪辑的任何视频帧，而不需要通过观看整个片段。可以通过直接输入时间码或描述性元数据访问任何帧。

### 基本技术
它利用电脑进行剪接，过程中可有很大的弹性，不一定顺着时序进行。是对视频或音频素材通过随机存取的方式剪辑。非线性剪辑在概念上的影片剪辑或其中使用的“剪切和粘贴”技术类似，但在传统电影剪接的过程中有一个破坏性的过程，电影底片必须被剪断。然而在非线性剪辑的过程中，原始的素材在剪接过程中不会丢失或产生不可恢复的修改。
专业的编辑软件将剪接师的选择记录为“编辑决定列表”，并能与其它编辑软件互换。能保存许多由原始素材文件产生的修改与变化，而不需要储存许多个複本，允许更灵活的编辑。它能通过改变编辑决定列表而改变切口和撤消前一步决定（不需要复制真实的影片数据）。当用上不同特效的时候，也不用担心因为重复编码而产生的画质损失。通过编辑决定列表，剪接师还可以在低分辨率的视频複本上工作。这使在普通个人计算机上快速剪接广播级或高清级的视频成为可能，即使计算机没有足够的能力实时处理如此高质量的高清数据。